# Roman Nalewajski
Roman Franciszek Nalewajski (ur. 12 września 1947 w Gdyni) – polski chemik teoretyk, profesor doktor habilitowany.

## Życiorys
Ukończył w 1970 z wyróżnieniem studia chemiczne na Politechnice Gdańskiej, gdzie pod opieką prof. Włodzimierza Libusia wykonywał pracę magisterską. W roku 1974 doktoryzował się na Wydziale Chemii Uniwersytetu Jagiellońskiego, pisząc pracę pod kierownictwem prof. Alojzego Gołębiewskiego, a następnie w 1979  uzyskał stopień doktora habilitowanego w zakresie chemii teoretycznej. 
Tytuł profesora nadano mu 29 lipca 1991. W 1998 za działalność dydaktyczną odznaczony został Medalem Komisji Edukacji Narodowej.

## Dokonania naukowe
Specjalizuje się w dziedzinie teorii funkcjonałów gęstości, fizycznych modeli reaktywności chemicznej oraz zastosowania teorii do wyjaśniania molekularnych mechanizmów reakcji chemicznych a także zastosowań teorii informacji w analizie atomów w cząsteczce.
Pracownik Zakładu Chemii Teoretycznej Wydziału Chemii Uniwersytetu Jagiellońskiego, dwukrotny jego kierownik oraz kierownik Zespołu Chemii Kwantowej działającego w strukturze ZChT. Opracował wraz z Januszem Mrozkiem analizę rzędów wiązań Nalewajskiego-Mrozka oraz analizę podatnościową rozkładu ładunków w cząsteczkach. Autor komunikacyjnej teorii wiązania chemicznego — oryginalnej koncepcji, w której układ molekularny jest traktowany jako kanał komunikacyjny. Wprowadzona w tej teorii reprezentacja entropii informacji, obiektywizuje szereg definicji nieostrych semantycznie i intuicyjnych pojęć chemii, np. fragmentów molekularnych. Zagorzały oponent kwantowej teorii wiązań chemicznych w wersji Richarda F.W. Badera. 
Jest współautorem ponad 160 publikacji naukowych z zakresu chemii kwantowej (stan na rok 2016), wielu pozycji książkowych (w tym podręcznika dla studentów do prowadzonego przez siebie kursu) oraz pięciu monografii.

## Wybrane pozycje książkowe
- R.F. Nalewajski, Quantum Information Theory of Molecular States, Hauppauge, N.Y.: Nova Science Publishers, 2016, ISBN 978-1-63485-222-7. Brak numerów stron w książce
- R.F. Nalewajski, Perspectives in Electronic Structure Theory, Berlin, Heidelberg: Springer Verlag, 2012, DOI: 10.1007/978-3-642-20180-6, ISBN 978-3-642-20179-0. Brak numerów stron w książce
- R.F. Nalewajski, Information origins of the chemical bond, Hauppauge, N.Y.: Nova Science Publishers, 2010, ISBN 978-1-61668-305-4. Brak numerów stron w książce
- R.F. Nalewajski, Information theory of molecular systems, Amsterdam [etc.]: Elsevier, 2006, ISBN 978-0-444-51966-5. Brak numerów stron w książce
- R.F. Nalewajski, Podstawy i metody chemii kwantowej: wykłady, Warszawa: Wydawnictwo Naukowe PWN, 2001, ISBN 83-01-13536-0. Brak numerów stron w książce
- R.F. Nalewajski, Podstawy i metody chemii kwantowej: notatki z wykładu, Kraków: Wydawnictwo Uniwersytetu Jagiellońskiego, 1998, ISBN 83-233-1111-0. Brak numerów stron w książce
- Nalewajski R.F., Korchowiec, J.: Charge sensitivity approach to electronic structure and chemical reactivity. Singapore: World Scientific, 1997. ISBN 981-02-2245-9. Brak numerów stron w książce
- R.F. Nalewajski (red.), Density Functional Theory, Berlin: Springer-Verlag, 1996. Brak numerów stron w książce:
  - I – Functionals and Effective Potentials, t. 180, 1996 (Top. Curr. Chem.), DOI: 10.1007/3-540-61091-X, ISBN 978-3-540-49945-9. Brak numerów stron w książce
  - II – Relativistic and Time Dependent Extensions, t. 181, 1996 (Top. Curr. Chem.), DOI: 10.1007/BFb0016641, ISBN 978-3-540-49946-6. Brak numerów stron w książce
  - III – Interpretation, Atoms, Molecules and Clusters, t. 182, 1996 (Top. Curr. Chem.), DOI: 10.1007/3-540-61132-0, ISBN 978-3-540-49952-7. Brak numerów stron w książce
  - IV – Theory of Chemical Reactivity, t. 183, 1996 (Top. Curr. Chem.), DOI: 10.1007/3-540-61131-2, ISBN 978-3-540-49951-0. Brak numerów stron w książce